# ابوالمعالی حظیری
سعد بن علی بغدادی شهرت‌یافته به ابوالمعالی حظیری همچنین دلّال الکُتُب (؟ -۱۱۷۲م) (نسب: سعد بن علی بن قاسم بن علی انصاری خزرجی حظیری) ادیب، شاعر و نویسنده عراقی در سدهٔ ششم هجری بود.